# Hoya medinillifolia
Hoya medinillifolia är en oleanderväxtart som beskrevs av Rodda och Simonsson. Hoya medinillifolia ingår i släktet Hoya och familjen oleanderväxter. Inga underarter finns listade i Catalogue of Life.